# System of a Down

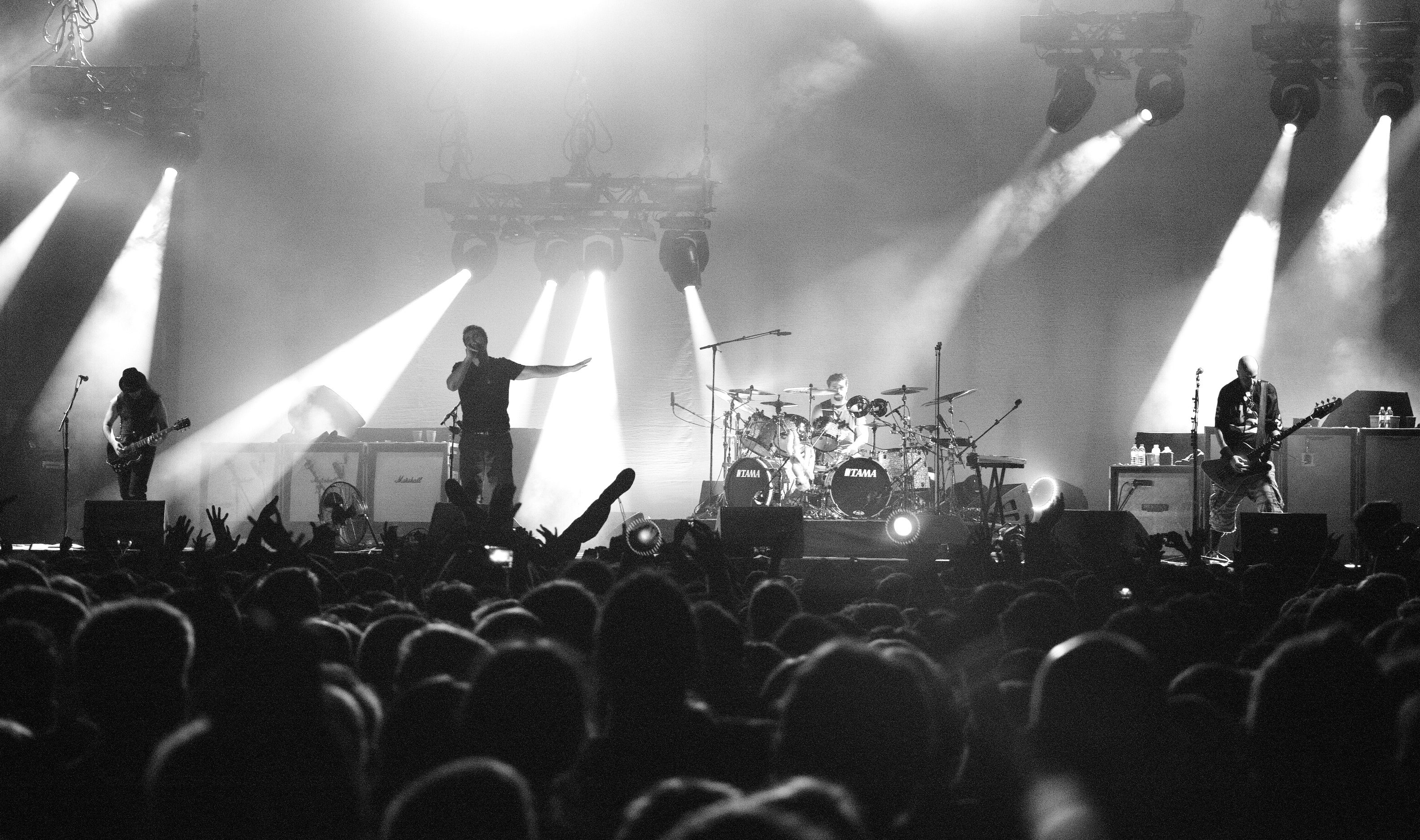
System of a Down 2013

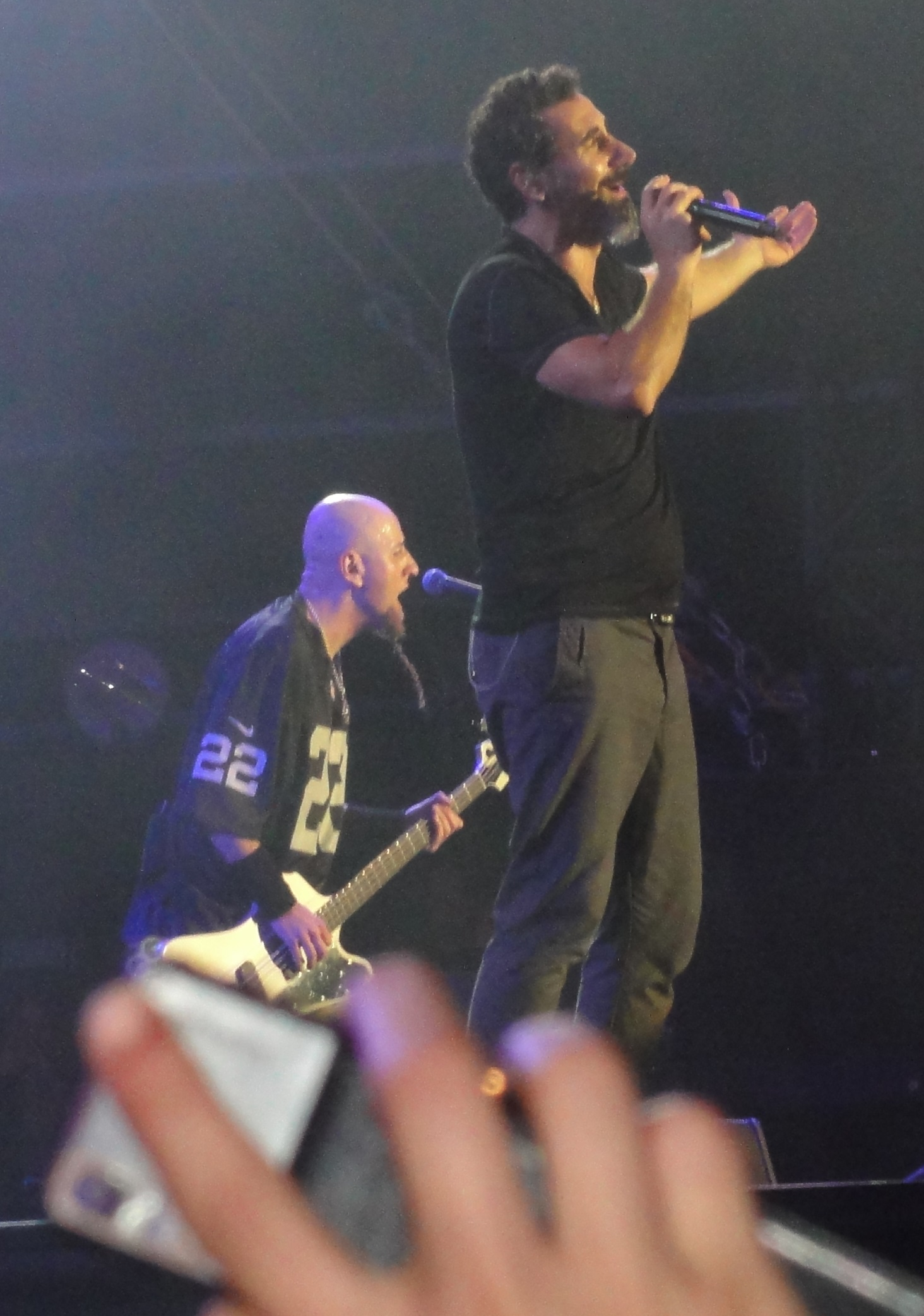
System of a Down, live.

System of a Down is een Amerikaanse metal/hardrockband uit Hollywood, Californië. Alle vier de bandleden zijn van Armeense afkomst.
System of a Down is vooral bekend geworden door de opzwepende muziekstijl. De muziek van de band heeft meestal betrekking op gevoelens en politieke en sociale gebeurtenissen, zoals de Armeense Genocide en de Irakoorlog. Naast de standaardinstrumenten (elektrische gitaren, bas en drums) maakt de band gebruik van instrumenten zoals de piano, viool en mandoline.

## Geschiedenis
De basis van System of a Down werd gelegd in 1993, het jaar waarin de leden elkaar ontmoetten. De naam System of a Down werd afgeleid van een gedicht dat gitarist Daron Malakian ooit schreef, "Victims of a Down".
De band kende een groot succes met de eerste singles Suite-Pee, Spiders en Sugar van hun debuutalbum System of a Down. Dit album werd geproduceerd door Rick Rubin en Dave Sardy. Nochtans is hun grootste succes nog steeds Toxicity, dat op nummer één stond in de Amerikaanse, Canadese en waarschijnlijk ook de Europese hitlijsten. Chop Suey! is het bekendste nummer. In Nederland behaalde het album de gouden status. Hun derde album was Steal this album! en bevatte liedjes die niet pasten op het album Toxicity. Met het nummer Boom! en de bijbehorende videoclip van Michael Moore nam de band ook stelling tegen de oorlog in Irak. Van deze cd bestaan vijf versies: een cd-r waarop met viltstift geschreven is (weliswaar in druk) en vier andere versies gemaakt door de bandleden zelf.
In 2004 maakte de band opnamen voor een album dat in 2005 zou worden uitgebracht. Dit album bestond uit twee delen beginnend met het album Mezmerize, dat zich voortzette met het album Hypnotize. Mezmerize werd goed ontvangen met een nummer 1-positie op de Billboard charts. Van het album werden in de Verenigde Staten in de eerste week 452.990 exemplaren verkocht. Het album bracht vernieuwingen met zich mee: Daron Malakian nam bijvoorbeeld ongeveer de helft van alle zang in veel nummers voor zijn rekening en in het nummer Lost in Hollywood deed hij zelfs alle tekst. De eerste single van dit album was B.Y.O.B. (Bring Your Own Bombs). Dit nummer ging over de oorlog in Irak. De tweede single werd Question!. Het album begon met het merkwaardige nummer Soldier Side (Intro), dat slechts 1 minuut en 3 seconden duurde. Een half jaar later verscheen het nummer nog een keer, ditmaal op het album Hypnotize, als de afsluiter van het album en als compleet lied.
De eerste single van het album werd Hypnotize. Op het album stond ook het nummer Lonely Day, een ballad geschreven en gezongen door Daron Malakian en tevens de tweede single van het album. In mei 2006 maakten de bandleden bekend dat ze er een poosje mee zouden stoppen, omdat ze enige tijd solo wilden gaan. Serj Tankian ging werken aan een soloalbum getiteld Elect The Dead, dat uitkwam op 23 oktober 2007, sindsdien heeft hij ook een tweede album gemaakt genaamd:Imperfect Harmonies uitgekomen op 21 september 2010. Hij nam tevens deel aan Pinkpop in 2008. Daron Malakian houdt zich nu bezig met een eigen band genaamd Scars on Broadway, die ook al hun eerste album hebben uitgebracht genoemd naar de band. Ook de drummer van System of a Down, John Dolmayan, is lid van Scars on Broadway.
Eind 2010 beweerden verschillende bronnen dat System of a Down in 2011 weer op tournee zou gaan. De Franse radio-dj Francis Zégut onthulde dat de band op 6 juni 2011 in Parijs zou gaan spelen. Een interactieve poster van het dubbel festival Rock am Ring / Rock im Park leerde dat de band ook daar hun opwachting zou maken. Op maandag 29 november 2010 maakte de band in een persbericht bekend inderdaad diverse festivals en optredens te zullen spelen. Op 21 augustus 2013 en 17 april 2015 speelden ze in de Ziggo Dome in Amsterdam.
In november 2016 maakte John Dolmayan bekend dat een nieuw album in de maak is.

## Muziekstijlen
De muziek van System of a Down bevat invloeden uit veel verschillende muziekstijlen, zoals metal, hardrock, jazz en Oosterse muziek. Dit laatste komt door de Armeense afkomst van de bandleden. John en Shavo werden geboren in Armenië, Serj en Daron werden respectievelijk geboren in Libanon en de Verenigde Staten maar hebben eveneens Armeense roots.

## Leden

### Huidige leden
- Serj Tankian – zang, keyboard (1994–2006, 2010–heden), slaggitaar (2001–2006, 2010–heden)
- Daron Malakian – leadgitaar, achtergrondzang (1994–2006, 2010–heden), zang (2004–2006, 2010–heden), slaggitaar (1994–2001)
- Shavo Odadjian – basgitaar (1994–2006, 2010–heden)
- John Dolmayan – drums (1997–2006, 2010–heden)

### Voormalige leden
- Andy Khachaturian – drums (1994—1997)

## Discografie
| Album met eventuele hitnotering(en) in de Nederlandse Album Top 100 | Datum van verschijnen | Datum van binnenkomst | Hoogste positie | Aantal weken | Opmerkingen |
| ------------------------------------------------------------------- | --------------------- | --------------------- | --------------- | ------------ | ----------- |
| System of a Down                                                    | 1998                  | 2-3-2002              | 68              | 13           |             |
| Toxicity                                                            | 2001                  | 28-6-2003             | 17              | 58           | Goud        |
| Mezmerize                                                           | 2005                  | 21-5-2005             | 5               | 19           |             |
| Hypnotize                                                           | 2005                  | 22-11-2005            | 15              | 13           |             |

| Single met eventuele hitnotering(en) in de Nederlandse Top 40 | Datum van verschijnen | Datum van binnenkomst | Hoogste positie | Aantal weken | Opmerkingen                          |
| ------------------------------------------------------------- | --------------------- | --------------------- | --------------- | ------------ | ------------------------------------ |
| Sugar                                                         | 1998                  |                       |                 |              |                                      |
| Spiders                                                       | 1999                  |                       |                 |              |                                      |
| Chop Suey!                                                    | 2001                  | 24-11-2001            | 22              | 5            |                                      |
| Toxicity                                                      | 2002                  |                       |                 |              | Verscheen op Guitar Hero: Metallica  |
| Aerials                                                       | 2002                  |                       |                 |              |                                      |
| Boom!                                                         | 2003                  |                       |                 |              |                                      |
| B.Y.O.B.                                                      | 2005                  |                       |                 |              | Verscheen op Guitar Hero: World Tour |
| Question!                                                     | 2005                  |                       |                 |              |                                      |
| Hypnotize                                                     | 2005                  |                       |                 |              | Verscheen op Rocksmith 2014          |
| Lonely Day                                                    | 2006                  |                       |                 |              |                                      |
| Protect The Land                                              | 2020                  | 06-11-2020            |                 |              |                                      |
| Genocidal Humanoidz                                           | 2020                  | 06-11-2020            |                 |              |                                      |

### NPO Radio 2 Top 2000
| Nummer met noteringen in de NPO Radio 2 Top 2000 | '14  | '15 | '16 | '17 | '18 | '19 | '20 | '21 | '22 | '23 | '24 |
| ------------------------------------------------ | ---- | --- | --- | --- | --- | --- | --- | --- | --- | --- | --- |
| Chop Suey!                                       | 1582 | 922 | 237 | 174 | 200 | 214 | 222 | 225 | 195 | 170 | 153 |

1. ↑  Een vetgedrukt getal geeft de hoogste notering aan.
2. ↑  2014 was het eerste jaar met een notering voor dit nummer.

### De Zwaarste Lijst
| Nummer              | 2009* | 2010* | 2011* | 2012* | 2013 | 2014 | 2015 | 2016 | 2017 | 2018 | 2019 | 2020 | 2021 | 2022 | 2023 | 2024 | 2025 |
| ------------------- | ----- | ----- | ----- | ----- | ---- | ---- | ---- | ---- | ---- | ---- | ---- | ---- | ---- | ---- | ---- | ---- | ---- |
| Aerials             | -     | -     | -     | -     | -    | -    | -    | -    | -    | -    | -    | -    | 101  | 75   | -    | -    | -    |
| B.Y.O.B.            | 45    | -     | -     | -     | -    | -    | -    | -    | -    | -    | -    | -    | 88   | 91   | -    | -    | -    |
| Chop Suey!          | 7     | 12    | 5     | 6     | 7    | 4    | 3    | 5    | 2    | 3    | 5    | 5    | 11   | 8    | 8    | 7    | 10   |
| Cigaro              | -     | -     | -     | -     | -    | -    | -    | -    | -    | -    | -    | -    | 510  | 574  | -    | -    | -    |
| Genocidal Humanoidz | -     | -     | -     | -     | -    | -    | -    | -    | -    | -    | -    | -    | 452  | -    | -    | -    | -    |
| Prison song         | -     | -     | -     | -     | -    | -    | -    | -    | -    | -    | -    | -    | 322  | 382  | -    | -    | -    |
| Protect the land    | -     | -     | -     | -     | -    | -    | -    | -    | -    | -    | -    | -    | -    | 311  | -    | -    | -    |
| Suite-Pee           | -     | -     | -     | -     | -    | -    | -    | -    | -    | -    | -    | -    | 654  | -    | -    | -    | -    |
| Sugar               | -     | -     | -     | -     | -    | -    | -    | -    | -    | -    | -    | -    | 368  | 660  | -    | -    | -    |
| Toxicity            | 26    | 31    | 47    | 69    | 56   | 43   | 26   | 27   | 22   | 14   | 22   | 17   | 21   | 20   | 25   | 18   | 16   |

- Tot 2012 had de Zwaarste Lijst 70 plaatsen. Dit werd vanaf 2013 verminderd tot 66. In 2021 en 2022 bevatte de lijst 666 plaatsen.